# Grignard (cráter)
Grignard es un cráter de impacto situado en las inmediaciones del polo norte lunar, al noreste del cráter Sylvester (que posee un diámetro de 58 km) y directamente adyacente al  cráter Hermite (con 104 km de diámetro). El nombre del cráter fue adoptado en 2009 por la UAI en memoria del químico francés Victor Grignard.
|  |

El cráter tiene forma elíptica, con el eje mayor orientado en dirección noreste-suroeste, con los rasgos principales de su relieve prácticamente destruidos por impactos posteriores. La pendiente del talud interior es relativamente suave, y la altura del brocal sobre el terreno circundante es de unos 480 m. El volumen del cráter es de aproximadamente 90 kilómetros cúbicos.
La plataforma interior del cráter permanece casi siempre a la sombra debido a su proximidad al polo norte lunar.